# Szabadság
Szabadság (în română Libertate) este un cotidian regional apărut prima dată în decembrie 1989, fiind cotidianul cu cel mai mare tiraj, indiferent de limbă, din Cluj-Napoca. Este primul cotidian pe Internet din România și Ungaria, începând din martie 1995 și s-a remarcat a fi și cea mai citită publicație pe Internet în limba maghiară din România dintre ziarele și cu variantă online.

## Format
Are următoarele suplimente/rubrici: politică, economie, cultură, știință, religie, sport, muzică, pentru femei, culinar, stil de viață, de sănătate, drumeții, turistic, auto, programe TV și radio, Internet-tehnică de calcul.
Apare în 6-7 mii de exemplare în zilele de luni, marți, miercuri și vineri, 7-9 mii de exemplare în zilele de joi (programul TV) și sâmbătă. Are circa 44.000 de cititori în județele Cluj, Sălaj, Alba, Sibiu și Bistrița-Năsăud și circa 50.000 de cititori în plus în toată lumea, prin ediția pe internet (szabadsag.ro).
Conform unui sondaj făcut de catedra de sociologie a Universității Babeș–Bolyai, un exemplar este citit în medie de aproximativ 4 cititori. 
Szabadság este membru în Asociația Cotidienelor în Limbile Minorităților și Regionale din Europa (MIDAS) și a Asociației Editorilor de Presă Locală și Regională de Limbă Maghiară din România (AEPLRLMR).

## Internet
Prin ajutorul dat de Hungarian Human Rights Foundation (HHRF) din New York, Róbert Schwartz⁠(hu)[traduceți] a realizat pentru Szabadság propriul site de tip HTML în rețeaua World Wide Web în 15 martie 1995, fiind găzduit pe serverele HHRF. Acesta a fost primul cotidian cu domeniul .ro care a apărut pe Internet și primul cotidian în limba maghiară, păstrat în această formă până în noiembrie 2007. Ulterior website-ul a fost transformat într-un portal de știri.